# Philippe Pierlot (flûtiste)
Ne doit pas être confondu avec Philippe Pierlot (violiste).
Pour les articles homonymes, voir Pierlot.
Philippe Pierlot est un flûtiste français né à Paris, première flûte solo de l'Orchestre national de France.

## Biographie
Né à Paris dans une famille de musiciens (il est le fils du hautboïste Pierre Pierlot), Philippe Pierlot étudie la flûte avec Joseph Rampal (dont il est le dernier élève), Jean-Pierre Rampal et Alain Marion. Il est diplômé du Conservatoire national supérieur de musique de Paris (premiers prix de flûte et de musique de chambre) et lauréat du Concours international d'exécution musicale Maria Canals de Barcelone. À partir de 1976, il est première flûte solo de l'Orchestre national de France et membre, avec Sabine Toutain (alto) et Isabelle Perrin (harpe), du trio Turner.
Soliste et chambriste, il donne des concerts en France (Les Concerts de Radio France, Concerts du dimanche matin, Concerts Lamoureux, festivals d'Albi, des châteaux de la Loire et de Normandie, de Colmar, d'Évian, de La Chaise-Dieu, de Menton, du mont Saint-Michel, de Strasbourg, Flâneries musicales de Reims, Midem, Midem classique), dans les pays européens, au Japon et en Corée.
Il joue en soliste avec des orchestres comme l'orchestre Lamoureux, l'Ensemble orchestral de Paris, l'orchestre de chambre de Toulouse, l'orchestre philharmonique de Nice, l'orchestre de chambre Jean-François Paillard, Les Virtuoses de Moscou, l'orchestre de chambre Franz Liszt, l'orchestre symphonique de Stavanger, le Württembergisches Kammerorchester Heilbronn, le Frysk Orkest, ou l'orchestre de la Filharmonia Krakowska.
En musique de chambre, il a (ou a eu) pour partenaires les harpistes Lily Laskine et Marielle Nordmann, les violonistes Olivier Charlier, Patrice Fontanarosa, Vladimir Spivakov, Jean-Pierre Wallez, le violoncelliste Henri Demarquette, le claveciniste Robert Veyron-Lacroix, le trompettiste Maurice André, le clarinettiste Paul Meyer, mais aussi son maître Jean-Pierre Rampal et son père, le hautboïste Pierre Pierlot.
Son répertoire, qu'il interprète sur traverso ou sur flûte traversière en or, est constitué des pages d'Antonio Vivaldi à celles de Sofia Goubaïdoulina en passant par la musique de Claude Bolling.
Philippe Pierlot est titulaire depuis les années 1980 de la classe du cycle supérieur préparatoire à l'entrée au conservatoire à rayonnement régional de Rueil-Malmaison et donne des classes de maître à l'étranger (Belgique, Espagne, Grèce, Italie, Luxembourg, Argentine, Corée et Japon).
Il est membre du concours international Jean-Pierre Rampal dont il fut le président en 2005 et participe aux manifestations consacrées à la flûte comme le Symposium international de Nice, ou les Rencontres musicales françaises de flûte.
Il est directeur d'une collection consacrée aux ouvrages pédagogiques pour son instrument aux éditions Billaudot. Des compositeurs contemporains comme Edison Denisov ou Thierry Pecou collaborent à cette collection visant par ailleurs à mettre à disposition des instrumentistes le répertoire de toutes les époques.

### Famille
Philippe Pierlot est le père du violoncelliste Antoine Pierlot, premier prix du CNSMDP de Paris, lauréat de la Fondation de France et de la Fondation Natexis.

## Discographie
Philippe Pierlot a enregistré des œuvres du répertoire soliste, chambriste ou avec orchestre pour flûte, d'Antonio Vivaldi à Edgar Varèse ou Francis Poulenc pour les labels Arion, BMG, Erato, Maguelone, Naxos ou R.E.M..
- Bartok, Hindemith, Martinů, Prokofiev : sonates pour flûte et piano, Angeline Pondepeyre, piano, Maguelone.